# Продор НОВЈ у Црну Гору (1943)
Продор НОВЈ у Црну Гору (такође Офанзива НОВЈ у Црној Гори) означава пролећну офанзиву НОВЈ којом је ослобођен велики део Црне Горе, током априла и маја 1943. године. Предузета је након великих партизанских победа на Неретви и Дрини.
Током ове офанзиве партизани се враћају у Црну Гору, одакле су годину дана раније протерани здруженом осовинском операцијом. По наређењу штаба за Црну Гору, партизански одреди су упутили људство за попуну 4. пролетерске и 5. црногорске бригаде.
Успешна партизанска офанзива прекинута је немачким упадом у италијанску окупациону зону и покретањем Операције Шварц.

## Позадина
Оперативна група НОВЈ је након битке на Неретви свим снагама покренула продор у Херцеговину, са циљем да се пробије у Црну Гору, где би се исцрпљени борци одморили, рањеници лечили, а затим би наставили према Косову у јужној Србији. Италијани и четници су поставили утврђене положаје на Дрини, како би спречили продор партизана. Дана 10. априла 1943. године, Врховни штаб НОВ и ПОЈ послао је шест руководилаца у шавнички и четири у колашински срез са задатком да се, пре доласка јединица НОВЈ, повежу с партизанским групама на терену, мобилишу људство и формирају јаче позадинске јединице за разбијање четничких снага, као и да организују народну власт у том крају.
Дана 15. априла 1943. године, из никшићког затвора побегло је око 30 припадника народноослободилачког покрета. Од потера, у коју је кренуо цео италијански гарнизон, погинула су четири затвореника, док су се остали спасли и касније прикључили јединицама НОВЈ.
Након исцрпљујуће битке на Дрини, која је трајала двадесетак дана, партизани пробијају осовинске линије. 17. априла, 2. пролетерска дивизија НОВЈ, ојачана 3. и 7. крајишком бригадом, извршила је противудар с фочанског мостобрана, те одбацила четничку Групу лимско-санџачких одреда, подржану италијанскем артиљеријом, преко реке Таре. Погинуло је око 200, рањено 200, а 800 четника је заробљено. Упоредо, након разбијања четника у рејону Челебића, 1. пролетерска дивизија НОВЈ је добила задатак да заузме села северно и јужно од Пљеваља. Њихов задатак је такође укључивао попуну јединица, успостављање народне власти и осигуравање подручја од Горажда и Пљеваља.

## Ток борби
Дана 18. априла, партизани шавничког среза заузели су Шавник, Жабљак и Боан након краће борбе против четника.
19. априла 1943. године, у рејону Куча (око Подгорице), по наређењу команданта тзв. националних трупа Црне Горе, Санџака и Боке, мобилисано је 1000 људи за осовинску одбрану Црне Горе. Требало је да буду транспортовани камионима у рејон Никшића, али су у последњем часу одбили да пођу и разишли се кућама.

### Борбе по продору у Црну Гору
Дана 21. априла , код Шавника, делови 3. и 2. дивизије НОВЈ одбили напад једног батаљона италијанске дивизије "Ферара" и четника са правца Јаворка, наносећи им губитке од 4 мртва и 19 рањених. Штаб 3. ударне дивизије са 4. пролетерском и 5. црногорском бригадом 23. априла стигао пред Шавник, успостављајући везу са 2. пролетерском дивизијом. Међутим, ове две дивизије нису стигле да униште остатке четника у Пивској Жупи, који су побегли према Колашину.
Дана 21. априла штаб 2. пролетерске дивизије прешао је са 7. крајишком бригадом преко реке Таре. Истог дана, 4. батаљон 7. крајишке бригаде је ушао у Жабљак, који су већ заузели месни партизани. У рејону Жабљака заробљено је 90 четника и 3 официра, а заплењено је 3 бацача са 400 мина, 600 пушака, 62.000 метака и значајна количина друге ратне опреме. Гонећи четнике све дубље у Црну Гору, Врховни штаб НОВЈ се пребацио на планину Дурмитор.
Дана 22. априла 1943. године, у селу Крушеву код Пљеваља, 2. батаљон 3. крајишке бригаде у садејству са 3. пролетерском (санџачком) бригадом разбио је италијанске и четничке снаге.
Дана 23. априла 1943. године, у Жабљаку је одржан збор коме је присуствовало око 700 људи из околних села. После говора команданта 2. пролетерске ударне дивизије НОВЈ, народ се изјаснио за општу мобилизацију. Истог дана, месни партизани, помогнути становништвом, одбацили су четнике ка Никшићу и заузели села Мокро, Крушевице и Милошевиће код Шавника. Истог дана, делови новоформираног Бјелопавлићког партизанског батаљона напали су обезбеђење италијанског логора у близини Даниловграда, ранивши три италијанска војника. Италијанске власти су истога дана, као одмазду, похапсиле становништво села Секулића и интернирале 83 родољуба.
Дана 26. априла, у околини Пљеваља, 3. пролетерска (санџачка) бригада напала је и разбила делове четничког Дринског и Милешевског корпуса, које су се повукле ка Павловом брду уз губитке од 20 мртвих и 5 заробљених.

### Битка код Јаворка
2. маја (или 1. маја увече) 1943. године, на Јаворку код Никшића, дошло је до борбе са јачим италијанско-четничким снагама. Захваљујући подршци авијације, осовинске снаге су успешно одолевале нападима 2. пролетерске бригаде све док 4. и 5. црногорска бригада нису пресекле одступницу ка Никшићу. Плашећи се окружења, Италијани су 2. маја око 13 часова почели у нереду да се повлаче ка Никшићу.
После дводневне тешке борбе, три батаљона 2. пролетерске бригаде, 4. пролетерска бригада и 5. црногорска бригада разбиле су снаге четничке Никшићке бригаде и пук италијанске дивизије "Ферара", чији се само мањи део извукао према Никшићу. Осовинске снаге су претрпеле губитке од 670 мртвих официра и војника, 500 заробљених италијанских официра и војника, као и 200 четника. Јединице НОВЈ су имале 10 мртвих и 28 рањених. Заплењено је 7 тенкова, 17 камиона, 15 минобацача, 4 топа, 8 митраљеза, 12 пушкомитраљеза, 500 пушака, 5 радио-станица, као и велика количина муниције, опреме и хране.
Након тешког пораза нанесеног Италијанима у пивском Јаворку, Прва и Друга пролетерска дивизија кренуле су у обухватно наступање ради ликвидирања италијанско-четничког гарнизона у Колашину.
Дана 5. маја, у ширем рејону Бијелог Поља, делови 1. пролетерске дивизије НОВЈ, после тродневних борби, разбили су око 2000 четника, чија се главнина пребацила на леву обалу реке Таре и повукла ка Мојковцу и Колашину.

### Саветовање у Доњем Крушеву
Дана 8. маја 1943. године, врховни командант НОВЈ Јосип Броз Тито одржао је у селу Доње Крушево, у долини реке Пиве, састанак са замеником и помоћником начелника Врховног штаба, као и командантима дивизија Главне оперативне групе (сем команданта 7. дивизије). На састанку их је упознао с даљим планом дејства и поставио следеће задатке:
- 1. и 2. пролетерска ударна дивизија НОВЈ треба да униште преостале осовинске снаге у источном делу Црне Горе, ослободе Колашин и Беране, створе повољну позицију за продор у Србију и, продором преко Косова и Метохије, помогну ослободилачки покрет у Албанији;
- 3. ударна дивизија НОВЈ треба да обезбеђује десни бок и позадину 2. пролетерске дивизије НОВЈ,
- 7. дивизија НОВЈ треба да обезбеђује леви бок и позадину 1. пролетерске ударне дивизије НОВЈ.

### Окружење Колашина
10. маја 1943. године, код села Добракова (близу Бијелог Поља), 2. батаљон 1. пролетерске бригаде, у вишечасовној борби, уништио је италијанску колону од 19 камиона с посадом од 300 војника која је ишла из Прибоја за Бијело Поље. Непријатељ је претрпео губитке од 150 мртвих и 70 рањених, а заплењено је 11 минобацача, 10 полуаутоматских митраљеза и 150.000 метака.
13. маја у брдима код Спужа, ударна група батаљона (3. батаљон 4. пролетерске бригаде и 2. и 4. батаљон 5. црногорске бригаде), ојачана деловима Зетског одреда, напала је и разбила већу концентрацију четника. Заробљено је 600 четника, док је остатак одбачен ка селу Биочу и Подгорици. У овој борби је погинуо заменик политичког комесара Зетског НОП одреда Вукосав Божовић, народни херој.
14. маја командант Љеворечког четничког батаљона јавља мајору Ђорђу Лашићу да су партизани заузели сва околна места, а четници су збијени у Колашин са Италијанима:

## Долазак немачких снага
Већ 20. априла 1943. године, немачка Врховна команда обавестила је немачко Министарство иностраних послова да се припрема операција против "Титових снага," које су преко реке Дрине и реке Неретве продрле у Црну Гору и Санџак.
Након што су партизани ослободили велик део Херцеговине и Црне Горе, немачка команда је одлучила да интервенише. 15. маја започела је операција Шварц продором 1. брдске дивизије Вермахта у италијанску окупациону зону, у Црну Гору. Не слутећи офанзиву већих размера, Врховни штаб НОВЈ је 14. маја наредио 2. пролетерској дивизији да ослободи Колашин, а 1. пролетерској да заузме Рибаревине и пресече комуникације Бијело Поље — Беране. Обе дивизије НОВЈ су 15. маја кренуле да изврше наређења. Међутим, немачки командант за Југоисток издао је заповест за концентрични напад 15. маја против свих оружаних јединица на овом простору. Истог дана, на истом месту, у исто време, обе стране су почеле да остварују своје замисли. Рано 15. маја 1943. године судариле су се 1. брдска немачка дивизија и јединице 1. и 2. пролетерске дивизије — почела је битка на Сутјесци. После оштрих борби у рејону Мојковца, јаке немачке снаге потисле су делове 1. пролетерске дивизије.
Борбе у Црној Гори су још неко време настављене. 17. маја 1943. године, код села Биоча код Подгорице, Ударна група батаљона (3. батаљон 4. пролетерске бригаде и 2. и 4. батаљон 5. црногорске бригаде), уз подршку Зетског одреда, у четвородневној борби окружила је и разбила 383. пук (без једног батаљона) италијанске дивизије "Венеција." Током борби, убијено је 339 италијанских војника и официра, а 400 је заробљено. Такође, заплењено је 9 топова, 27 митраљеза и велика количина другог наоружања и опреме. У борбама су погинули и заменик команданта батаљона у 5. црногорској бригади Марко Ђуровић и политички комесар чете у 4. батаљону исте бригаде Милан Павличић, народни херој.
18. маја, у долини реке Платнице, 4. пролетерска бригада окружила је делове моторизованог одреда "Даумилер" (немачке 1. брдске дивизије). Међутим, јаче немачке снаге из правца села Липова и Колашина напале су с леђа и, након оштрих борби, деблокирале своје окружене делове.
Услед доласка јачих немачких снага, 20. маја 1943. Врховни штаб НОВЈ донео одлуку да се тежиште операција из долине Пиве, Таре и Лима пренесе на северозапад и да се 1. пролетерска дивизија НОВЈ пребаци према Фочи; да 7. дивизија на левој обали Ћехотине онемогући продор непријатеља; да 3. ударна дивизија затвори правце Гацко - Пивска жупа и Никшић-Шавник; да 2. пролетерска дивизија брани средњи ток Таре. Овим прегруписавањем снага изражена је основна идеја Врховног штаба о пробоју у источну Босну.